# Велика Круча (авіабаза)
Авіаба́за Вели́ка Кру́ча — розформована авіабаза в селі Велика Круча, за 10 км на південь від Пирятина. Була навчальною базою. Нині майже повністю покинута.
Підрозділом, дислокованим у Великій Кручі у 1968—1992 роках, був 443-й навчальний авіаційний полк (443 UAP), особовий склад якого з 1970-х до 1992 року використовував для польотів 101 навчально-тренувальний реактивний літак Л-39. Наприкінці 1980-х і в 1990-х рр. 443-й полк входив до складу Харківського вищого військового авіаційного ордена Червоної Зірки училища льотчиків ім. Двічі Героя Радянського Союзу С. І. Грицевця, яке, у свою чергу, підпорядковувалося 17-й повітряній армії.